# Seiichi Morimura
Pour les articles homonymes, voir Morimura.
Seiichi Morimura (森村 誠一, Morimura Seiichi), né le 2 janvier 1933 à Kumagaya et mort le 24 juillet 2023 à Tokyo, est un écrivain et romancier japonais. 
Il est surtout connu pour son ouvrage controversé Section 731 - Expérimentations japonaises sur des cobayes humains (悪魔の飽食) (1981), qui a révélé les atrocités commises par l'unité 731 de l'armée impériale du Japon au cours de la guerre sino-japonaise (1937-1945),.
The Devil's Gluttony paraît en feuilleton dans le Shinbun Akahata, quotidien du parti communiste japonais en 1980 avant d'être publié par les éditions Kobunsha (光文社), en deux volumes, 1981 et 1982. Dans la controverse qui s'ensuit, la moitié d'une photographie se révèle être une falsification et Kobunsha retire alors le livre de la vente. Une deuxième édition est ensuite publiée par Kadokawa Shoten en 1983 sans la photographie controversée.
Seiichi Morimura remporte le prix Edogawa Ranpo en 1969 pour Koso-no Shikaku (高層の死角 - Death in the High-Rise) .

## Œuvre traduite en français
Seiichi Morimura, Section 731 en Mandchourie : expérimentations japonaises sur des cobayes humains pendant la seconde guerre mondiale (Akuma no Moshaku, Dai 731 Butai), trad. de l'anglais par P. Couturiau, Monaco, Éd. du Rocher, 1985.